# Wojciech Długoraj
Wojciech Długoraj, auch Adalbert Długoraj und Albert Długoraij (* um 1558 möglicherweise in Gostyń; † nach 1586), war ein polnischer Lautenist und Komponist der Spätrenaissance.

## Leben und Wirken
Długoraj, möglicherweise ein Schüler von Valentin Bakfark, war Lautenist im Dienste von Samuel Zborowski, mit dessen Hof er 1579 Polen verlassen musste. Er kam im Bernhardinerkloster von Krakau unter, aus dem er jedoch 1581 wegen unangemessenen Verhaltens verwiesen wurde. Długoraj wurde 1583 Hoflautenist des Königs Stephan Báthory. 1584 hinterbrachte er dem Kanzler Jan Zamoyski Briefe, die einen Mordplan seines früheren Dienstherren Zborowski gegen den König belegten. Zborowski wurde daraufhin hingerichtet. Vermutlich aus Furcht vor der Rache der Familie Zborowskis flüchtete Długoraj nach dem Tode Báthorys nach Deutschland.
Hier erschienen seine Kompositionen in verschiedenen Sammlungen (z. B. Jean-Baptiste Besards Thesaurus Harmonicus, Köln 1603). Zuletzt  erschien 1619 in Leipzig die Tabulatura Długoraj (genannt auch Lautenbuch des Albert Długoraij), die eine Fuge, eine Phantasie, zwei Villanellen und zwei Chorea polonica in deutscher Tabulatur enthalten; das Erscheinungsjahr kann allerdings nicht als terminus post quem für seinen Todeszeitpunkt dienen. Diese Werke weisen ihn als Komponisten und Virtuosen von Rang aus. Zudem sind in Długorajs Sammlung anonyme Werke sowie ein Präludium von Emanuel Adriaensen (2. Hälfte des 16. Jahrhunderts), eine Gagliarde von Joannis Klipstein und eine Courante von John Dowland enthalten.